# آگوستو تیتسی
آگوستو تیتسی (ایتالیایی: Augusto Tiezzi؛ ۱۶ آوریل ۱۹۱۰ – ۱۹ اکتبر ۱۹۹۰) فیلم‌بردار اهل ایتالیا بود.
از فیلم‌ها یا مجموعه‌های تلویزیونی که وی در آن‌ها نقش داشته است، می‌توان به شب‌های پرحرارت پوپیا، تارزانا، دختر وحشی، سرنوشت، پسر عقاب سیاه و ساموآ، ملکه جنگل اشاره نمود.